# Lingwistyka stosowana
Lingwistyka stosowana – dziedzina nauki zajmująca się rozpoznawaniem i badaniem zagadnień związanych z językiem oraz rozwiązywaniem występujących w praktyce problemów językowych. Pokrewne jej działy to: dydaktyka, językoznawstwo, psychologia, antropologia, kreolingwistyka oraz socjologia.

## Tematyka
Największe działy lingwistyki stosowanej stanowią: dwu- i wielojęzyczność, opis i przekład języka, leksykografia, komunikacja przy pomocy komputera (czat, e-mail itp.), ocena umiejętności językowych, alfabetyzm, analfabetyzm, glottodydaktyka, analiza konwersacji, analiza dyskursu, socjolingwistyka, nauka języków obcych, pragmatyka, juryslingwistyka i tłumaczenia.

## Historia
Lingwistyka stosowana została ustanowiona częściowo w odpowiedzi na zawężanie się pola działań lingwistyki generatywnej wraz z nadejściem lat pięćdziesiątych XX wieku. Od tego momentu zawsze pełniła odpowiedzialną rolę, podkreśloną przez jej szczególny nacisk na problemy językowe.
Chociaż lingwistyka stosowana powstała na gruncie europejskim i amerykańskim, to bardzo szybko się rozpowszechniła.

### Wielka Brytania
Brytyjskie Towarzystwo Lingwistyki Stosowanej (ang. British Association of Applied Linguistics – BAAL) zostało założone w 1967. Jego misją jest „postęp w edukacji poprzez pielęgnację i promocję, z użyciem wszelkich legalnych i pokojowych środków, badanie użycia języka, przyswajanie i nauczanie języka oraz pielęgnacja współpracy międzydyscyplinarnej w tej dziedzinie [...]”.

### Stany Zjednoczone
Początki lingwistyki stosowanej nie są dokładnie znane. Pierwsze wydanie Language Learning: A Journal of Applied Linguistics było opublikowane przez University of Michigan w 1948. Początkowo lingwistyka stosowana koncentrowała się na zasadach i praktykach opierając się na wiedzy zaczerpniętej z badań językoznawczych. Lingwistyka stosowana na początku swego rozwoju była uważana za „językoznawstwo w praktyce”, przynajmniej przez osoby spoza tej dziedziny. Jednak w latach sześćdziesiątych XX wieku lingwistyka stosowana została poszerzona o ocenę języka, politykę językową oraz naukę języków obcych. Już w latach siedemdziesiątych lingwistyka stosowana stała się dziedziną, której kierunek określały realne problemy, odchodząc od lingwistyki teoretycznej. Lingwistyka stosowana określała również rozwiązania problemów językowych występujących w praktyce. Aż do lat dziewięćdziesiątych lingwistyka stosowana stopniowo poszerzała swój zakres włączając do kręgu badań tzw. critical studies, kontakt językowy i wielojęzyczność. Badacze z dziedziny lingwistyki stosowanej przesunęli się w kierunku „teoretycznych i empirycznych badań praktycznych problemów, których głównym tematem jest język”.

### Australia
Lingwistyka stosowana w Australii wybrała za swój cel nauczanie języka ojczystego oraz nauczanie imigrantów języka angielskiego. Tradycja australijska wykazuje duży wpływ Europy kontynentalnej i Stanów Zjednoczonych, a nie Wielkiej Brytanii. Australijskie Towarzystwo Lingwistyki Stosowanej (ang. Applied Linguistics of Association of Australia – ALAA) zostało założone na krajowym kongresie lingwistyki stosowanej w sierpniu 1976.

### Japonia
W 1982 roku Japońskie Towarzystwo Uniwersyteckich Nauczycieli Angielskiego (JACET) założyło Japońskie Towarzystwo Lingwistyki Stosowanej (JAAL)  w celu włączenia się do działań w skali międzynarodowej. W 1984 r. JAAL stało się członkiem Międzynarodowego Towarzystwa Lingwistyki Stosowanej (AILA).